# Samsondin Ouro
Samsondin Ouro (Reutlingen, 2 marzo 2000) è un calciatore tedesco naturalizzato togolese, centrocampista del Győri ETO.

## Biografia
Nato in Germania, ha origini togolesi.

## Carriera

### Club
Cresciuto nel settore giovanile del Reutlingen, nel 2019 viene acquistato dalla Dinamo Zagabria che lo aggrega alla propria seconda squadra; nel 2021 si trasferisce al NŠ Mura con cui debutta fra i professionisti il 20 febbraio in occasione dell'incontro di Prva slovenska nogometna liga vinto 3-1 contro il Gorica.

### Nazionale
Ha scelto di rappresentare il Togo, nazione delle sue origini.

## Statistiche
Statistiche aggiornate al 4 novembre 2021.

### Presenze e reti nei club
| Stagione        | Squadra         | Campionato      | Campionato | Campionato | Coppe nazionali | Coppe nazionali | Coppe nazionali | Coppe continentali | Coppe continentali | Coppe continentali | Altre coppe | Altre coppe | Altre coppe | Totale | Totale | Totale |
| Stagione        | Squadra         | Comp            | Pres       | Reti       | Comp            | Pres            | Reti            | Comp               | Pres               | Reti               | Comp        | Pres        | Reti        | Pres   | Reti   |        |
| --------------- | --------------- | --------------- | ---------- | ---------- | --------------- | --------------- | --------------- | ------------------ | ------------------ | ------------------ | ----------- | ----------- | ----------- | ------ | ------ | ------ |
| 2020-2021       | NŠ Mura         | 1.SNL           | 13         | 0          | CS              | 0               | 0               |                    | -                  | -                  |             | -           | -           | 13     | 0      |        |
| 2021-2022       | NŠ Mura         | 1.SNL           | 3          | 1          | CS              | 1               | 0               | UECL               | 3                  | 0                  |             | -           | -           | 7      | 1      |        |
| Totale carriera | Totale carriera | Totale carriera | 16         | 1          |                 | 1               | 0               |                    | 3                  | 0                  |             | -           | -           | 20     | 1      |        |

## Palmarès

### Club

#### Competizioni nazionali
- Campionato sloveno: 1

NŠ Mura: 2020-2021